# Enea Mihaj
Enea Mihaj (Rodas, 5 de julio de 1998) es un futbolista griego nacionalizado albanés que juega en la demarcación de defensa para el Atlanta United F. C. de la Major League Soccer.

## Selección nacional
Tras jugar con la selección de fútbol sub-19 de Albania y con la sub-21, finalmente debutó con la selección absoluta el 10 de septiembre de 2018 en un encuentro de la Liga de Naciones de la UEFA 2018-19 contra Escocia que finalizó con un resultado de 2-0 a favor del combinado escocés tras los goles de Steven Naismith y un autogol de Berat Gjimshiti.

### Participaciones en Eurocopas
| Copa          | Sede     | Resultado    | Partidos | Goles |
| ------------- | -------- | ------------ | -------- | ----- |
| Eurocopa 2024 | Alemania | Primera fase | 0        | 0     |

## Clubes
| Club                   | País           | Año       | Partidos | Goles |
| ---------------------- | -------------- | --------- | -------- | ----- |
| Panetolikos            | Grecia         | 2016-2019 | 49       | 0     |
| PAOK de Salónica F. C. | Grecia         | 2019-2022 | 34       | 1     |
| F. C. Famalicão        | Portugal       | 2022-2025 | 82       | 0     |
| Atlanta United F. C.   | Estados Unidos | 2025-     |          |       |

## Palmarés

### Campeonatos nacionales
| Título         | Club                   | País   | Año  |
| -------------- | ---------------------- | ------ | ---- |
| Copa de Grecia | PAOK de Salónica F. C. | Grecia | 2021 |